# Goossen van Raesfelt de Jonge
Goossen van Raesfelt tot Rutenborg de Jonge ( - 1581) was een Twents edelman en drost van Twente van circa 1554 tot 1580.
Hij was de zoon van Goossen van Raesfelt de Oude, heer van Twickel, en de jongere broer van Johan I van Raesfelt, heer van Twickel na hun vaders overlijden. Van Raesfelt de Jonge stuurde op 8 april 1587 Lambertus Budde naar Delden om de Deldense richter Engelkens te ontmoeten in naam van de koning. Het is onbekend wat daar in het begin van de Tachtigjarige Oorlog precies besproken is. Later doen beiden een greep in de schatkist van de stad Delden.
Goossen van Raesfelt de Jonge trad in het huwelijk met Lucia van Twickelo tot Rutenborg. Goossen van Raesfelt de Jonge ligt begraven in de dom van Münster.